# NGC 3334
NGC 3334 is een lensvormig sterrenstelsel in het sterrenbeeld Kleine Leeuw. Het hemelobject werd op 17 maart 1787 ontdekt door de Duits-Britse astronoom William Herschel.

## Synoniemen
- UGC 5817
- MCG 6-24-4
- ZWG 184.5
- PGC 31845